# Toxorhynchites pauliani
Toxorhynchites pauliani är en tvåvingeart som först beskrevs av Doucet 1951.  Toxorhynchites pauliani ingår i släktet Toxorhynchites och familjen stickmyggor.
Artens utbredningsområde är Madagaskar. Inga underarter finns listade i Catalogue of Life.